# Twitching

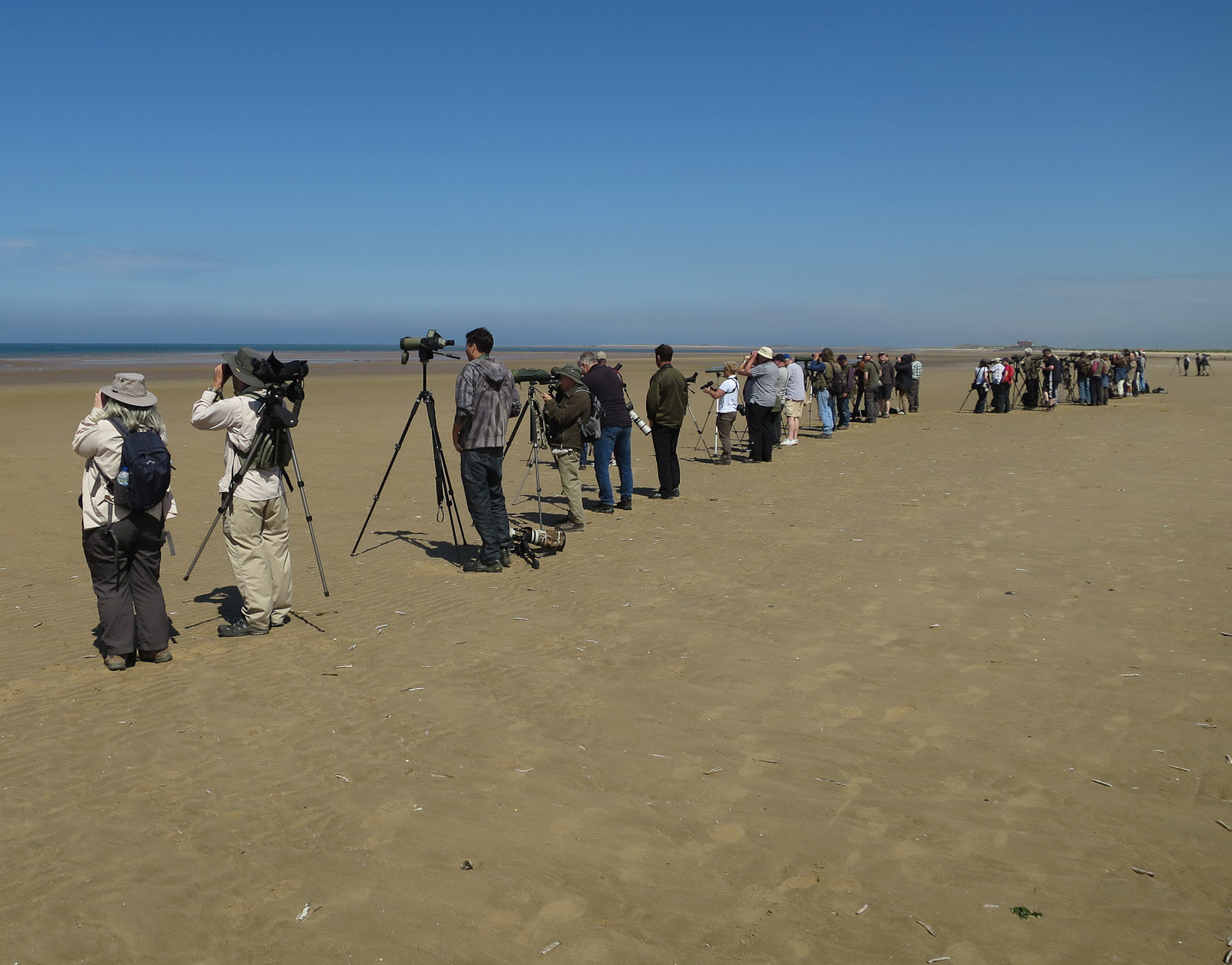
Twitchers voor een grote kanoet (Calidris tenuirostris) op een strand in het Verenigd Koninkrijk.

Twitching is het op hobbymatige wijze doelbewust opzoeken van een bepaald in het wild levend organisme waarbij de zoeker de exacte vindplaats van dit organisme van tevoren te weten is gekomen van iemand anders of via de media. Meestal gaat het bij twitching om zeldzame organismen en dikwijls betreft het dan soorten. In sommige gevallen kan het echter ook om niet-zeldzame organismen gaan, maar om een zeer bijzonder of afwijkend exemplaar. Ook gaat het lang niet altijd om soorten; zo worden bijvoorbeeld ook ondersoorten en variëteiten getwitcht.
De term is oorspronkelijk ontstaan in de wereld van de vogelaars, waarin twitching het meest het karakter heeft van een sociale activiteit. Sinds de komst van Waarneming.nl is twitching in Nederland ontzettend toegenomen bij tal van andere soortgroepen.

## Kritiek
Onder andere vanuit het oogpunt van natuurbescherming heeft twitching bij sommige partijen een negatieve connotatie gekregen doordat het relatief vaak een serieuze bedreiging vormt voor kwetsbare soorten (en hun biotoop). Zo kan het massaal aantrekken van twitchers naar een plek waar een zeldzame soort is gevonden schade aanbrengen aan het plaatselijke biotoop, bijvoorbeeld door vertapping van de vegetatie of door verstoring van de rust. Soms wordt de zeldzame soort zélf direct beschadigd, bijvoorbeeld doordat twitchers eroverheen lopen tijdens het zoeken of (in het geval van een plant) delen van het exemplaar plukken/meenemen of in het ergste geval complete planten verzamelen.